# Tim Caldwell
Timothy John „Tim” Caldwell (ur. 4 lutego 1954 w Brattleboro) – amerykański biegacz narciarski, zawodnik klubu Putney Ski Club.

## Kariera
W Pucharze Świata zadebiutował 27 lutego 1982 roku w Holmenkollen, zajmując 15. miejsce w biegu na 50 km. Tym samym już w swoim debiucie zdobył pierwsze pucharowe punkty. Na podium zawodów tego cyklu stanął raz: 19 marca 1983 roku w Anchorage był drugi w biegu na 15 km. W zawodach tych rozdzielił Gunde Svana ze Szwecji i swego rodaka Billa Kocha. W klasyfikacji generalnej sezonu 1982/1983 zajął 25. miejsce.
W 1972 roku wystąpił na igrzyskach olimpijskich w Sapporo, gdzie zajął dwunaste miejsce w sztafecie oraz 54. miejsce w biegu na 15 km. Jeszcze trzy razy startował na imprezach tego cyklu, najlepszy indywidualny wynik osiągając podczas igrzysk w Lake Placid w 1980 roku, gdzie zajął 25. miejsce w biegu na 15 km. Był też między innymi szósty w sztafecie na igrzyskach w Innsbrucku cztery lata wcześniej. Brał też udział w mistrzostwach świata w Oslo w 1982 roku, zajmując 15. miejsce w biegu na 50 km oraz ósme w sztafecie.

## Osiągnięcia

### Igrzyska olimpijskie
| Miejsce | Dzień     | Rok  | Miejscowość | Konkurencja             | Czas biegu | Strata   | Zwycięzca          |
| ------- | --------- | ---- | ----------- | ----------------------- | ---------- | -------- | ------------------ |
| 54.     | 7 lutego  | 1972 | Sapporo     | 15 km stylem klasycznym | 45:28,24   | +5:49,70 | Sven-Åke Lundbäck  |
| 12.     | 13 lutego | 1972 | Sapporo     | Sztafeta 4 × 10 km      | 2:04:47,94 | +9:49,34 | ZSRR               |
| 27.     | 5 lutego  | 1976 | Innsbruck   | 30 km stylem klasycznym | 1:30:29,38 | +5:28,59 | Siergiej Sawieljew |
| 37.     | 8 lutego  | 1976 | Innsbruck   | 15 km stylem klasycznym | 43:58,47   | +3:35,10 | Nikołaj Bażukow    |
| 6.      | 11 lutego | 1976 | Innsbruck   | Sztafeta 4 × 10 km      | 2:07:59,72 | +3:41,63 | Finlandia          |
| DNF     | 14 lutego | 1976 | Innsbruck   | 50 km stylem klasycznym | 2:37:30,05 | -        | Ivar Formo         |
| 25.     | 17 lutego | 1980 | Lake Placid | 15 km stylem klasycznym | 41:57,63   | +2:32,80 | Thomas Wassberg    |
| 8.      | 20 lutego | 1980 | Lake Placid | Sztafeta 4 × 10 km      | 1:57:03,46 | +7:08,71 | ZSRR               |
| 39.     | 13 lutego | 1984 | Sarajewo    | 15 km stylem klasycznym | 41:25,6    | +3:55,6  | Gunde Svan         |
| 8.      | 16 lutego | 1984 | Sarajewo    | Sztafeta 4 × 10 km      | 1:55:06,3  | +4:46,0  | Szwecja            |

### Mistrzostwa świata
| Miejsce | Dzień     | Rok  | Miejscowość | Konkurencja             | Czas biegu | Strata   | Zwycięzca          |
| ------- | --------- | ---- | ----------- | ----------------------- | ---------- | -------- | ------------------ |
| 45.     | 19 lutego | 1974 | Falun       | 15 km stylem klasycznym | 41:39,09   | +2:54,65 | Magne Myrmo        |
| 12.     | 21 lutego | 1974 | Falun       | Sztafeta 4 × 10 km      | 2:03:15,85 | +8:23,60 | NRD                |
| 34.     | 19 lutego | 1978 | Lahti       | 30 km stylem klasycznym | 1:32:56,00 | +6:24,06 | Siergiej Sawieljew |
| 20.     | 22 lutego | 1978 | Lahti       | 15 km stylem klasycznym | 49:09,37   | +1:51,10 | Józef Łuszczek     |
| 9.      | 23 lutego | 1978 | Lahti       | Sztafeta 4 × 10 km      | 2:05:17,63 | +4:48,75 | Szwecja            |
| 25.     | 20 lutego | 1982 | Oslo        | 30 km stylem dowolnym   | 1:21:52,3  | +3:56,5  | Thomas Eriksson    |
| 8.      | 25 lutego | 1982 | Oslo        | Sztafeta 4 × 10 km      | 1:56:27,6  | +5:31,4  | Norwegia           |
| 15.     | 23 lutego | 1982 | Oslo        | 15 km stylem dowolnym   | 38:52,5    | +9:15,4  | Oddvar Brå         |

### Puchar Świata

#### Miejsca w klasyfikacji generalnej
- sezon 1981/1982: 28.
- sezon 1982/1983: 25.

#### Miejsca na podium
| Nr | Dzień    | Rok  | Miejscowość | Konkurencja | Czas biegu | Pozycja | Strata | Zwycięzca  |
| -- | -------- | ---- | ----------- | ----------- | ---------- | ------- | ------ | ---------- |
| 1. | 19 marca | 1983 | Anchorage   | 15 km       | ?          | 2.      | ?      | Gunde Svan |